# Toni Fritsch

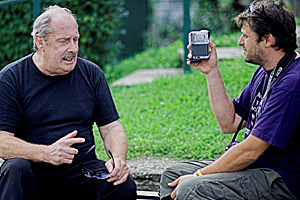
Toni Fritsch (l.), interviewt von Walter Reiterer am 11. September 2005 in Wien.

Anton „Toni“ Fritsch (* 10. Juli 1945 in Petronell-Carnuntum; † 13. September 2005 in Wien) war ein österreichischer Fußballspieler beim SK Rapid Wien und ein American-Football-Spieler in der National Football League (NFL), wo er als Kicker mit den Dallas Cowboys den Super Bowl VI gewann.

## Fußball
1957 begann Fritsch seine Karriere in der Jugendmannschaft von Rapid Wien. 1958 starben seine Eltern. Robert Körner wurde der Mentor des jungen Spielers. Im Frühjahr 1964 erfolgte der erste Einsatz des 18-jährigen in der Kampfmannschaft. Von 1964 bis 1971 absolvierte Toni Fritsch als Flügelstürmer insgesamt 123 Meisterschaftsspiele für Rapid Wien und wurde dreimal Österreichischer Meister (1964, 1967, 1968), sowie zweimal Österreichischer Cupsieger (1968, 1969).
Seinen Spitznamen „Wembley-Toni“ erhielt der damals 20-jährige Fritsch, als er am 20. Oktober 1965 bei seinem ersten Einsatz für die österreichische Nationalmannschaft zwei Tore zum sensationellen 3:2-Sieg gegen England im Londoner Wembley-Stadion erzielte.

## American Football
1971 kam Tom Landry, der Head Coach der Dallas Cowboys, nach Europa, um einen Fußballspieler als Kicker für seine Mannschaft zu suchen. Er holte Toni Fritsch in die USA, wo er die nächsten 14 Jahre American Football spielte. Mit den Cowboys gewann der Spezialist für Field Goals nach der Saison 1971 den Super Bowl VI und stand nach der Saison 1975 im Endspiel des Super Bowl X gegen die Pittsburgh Steelers. Nach einer Saison bei den San Diego Chargers kehrte Fritsch 1977 nach Texas zurück und spielte die nächsten fünf Jahre für die Houston Oilers, wo er in der Saison 1979 in den Pro Bowl gewählt wurde. Nach einem Abstecher zu den New Orleans Saints kehrte er erneut nach Houston zurück, nun aber zu den Gamblers der United States Football League (USFL).
Am 13. September 2005 erlag er einem Herzversagen. Sein Grab befindet sich auf dem Friedhof im niederösterreichischen Petronell-Carnuntum.

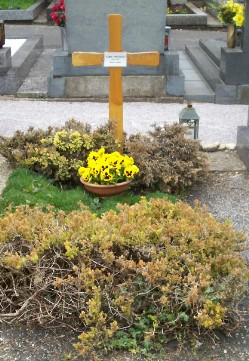
Grabstätte von Toni Fritsch

## Stationen als Spieler
- Österreichische Bundesliga
  - SK Rapid Wien 1964–1971
- National Football League (NFL)
  - Dallas Cowboys 1971–1976
  - San Diego Chargers 1976–1977
  - Houston Oilers 1977–1982
  - New Orleans Saints 1982–1984
- United States Football League (USFL)
  - Houston Gamblers 1984–1985

## Auszeichnungen (Auszug)
- 2002: Goldenes Ehrenzeichen für Verdienste um die Republik Österreich
- Im Jahr 2011 wurde in Wien-Floridsdorf (21. Bezirk) der Toni-Fritsch-Weg nach ihm benannt.